# Dozocolletus oblongus
Dozocolletus oblongus là một loài bọ cánh cứng trong họ Cleridae. Loài này được Chevrolat miêu tả khoa học đầu tiên năm 1842.